# Elise Stefanik
Elise Marie Stefanik (2 de julho de 1984) é uma política americana servindo como congressista na Câmara dos Representantes dos Estados Unidos pelo 21º distrito congressional de Nova York desde 2015.
Após a sua primeira eleição na Câmara em 2014, Stefanik, então com 30 anos, tornou-se a mulher mais jovem eleita para o Congresso na época. Uma forte apoiadora de Donald Trump, ela opôs-se ao impeachment de 2019 no escândalo Trump-Ucrânia. Ela apoiou um processo que tentava anular a derrota eleitoral de Trump nas eleições de 2020, e horas após a tomada do Capitólio dos Estados Unidos em 2021, ela votou contra os votos do colégio eleitoral da Pensilvânia.
Em novembro de 2024, a CNN informou que Trump ofereceu a Stefanik o cargo de embaixadora dos Estados Unidos na ONU. Em 10 de novembro, Stefanik confirmou ao New York Post que a posição foi oferecida a ela e que ela aceitou.

## Infância e juventude
Elise Stefanik nasceu em Albany, Nova York, em 1984, sendo filha de Melanie e Ken Stefanik. Os seus pais são proprietários da Premium Plywood Products, uma distribuidora de madeira compensada com sede em Guilderland Center. Ela é descendente de tchecos e italianos. Depois de formar-se na Albany Academy for Girls, ela entrou na Universidade de Harvard, em 2006. Depois de formar-se em Harvard, ela ingressou na administração do presidente George W. Bush, trabalhando como funcionária do Conselho de Política Doméstica. Ela também ajudou a preparar a plataforma republicana em 2012, atuou como diretora de novas mídias do comitê exploratório presidencial de Tim Pawlenty e trabalhou na Fundação para a Defesa das Democracias e a Iniciativa de Política Externa. Stefanik administrou a preparação para o debate do congressista de Wisconsin, Paul Ryan , durante a eleição presidencial de 2012. Após a derrota de Romney-Ryan na eleição presidencial de 2012, ela voltou para o interior do estado de Nova York e juntou-se aos negócios de seus pais.

## Câmara dos Representantes dos Estados Unidos

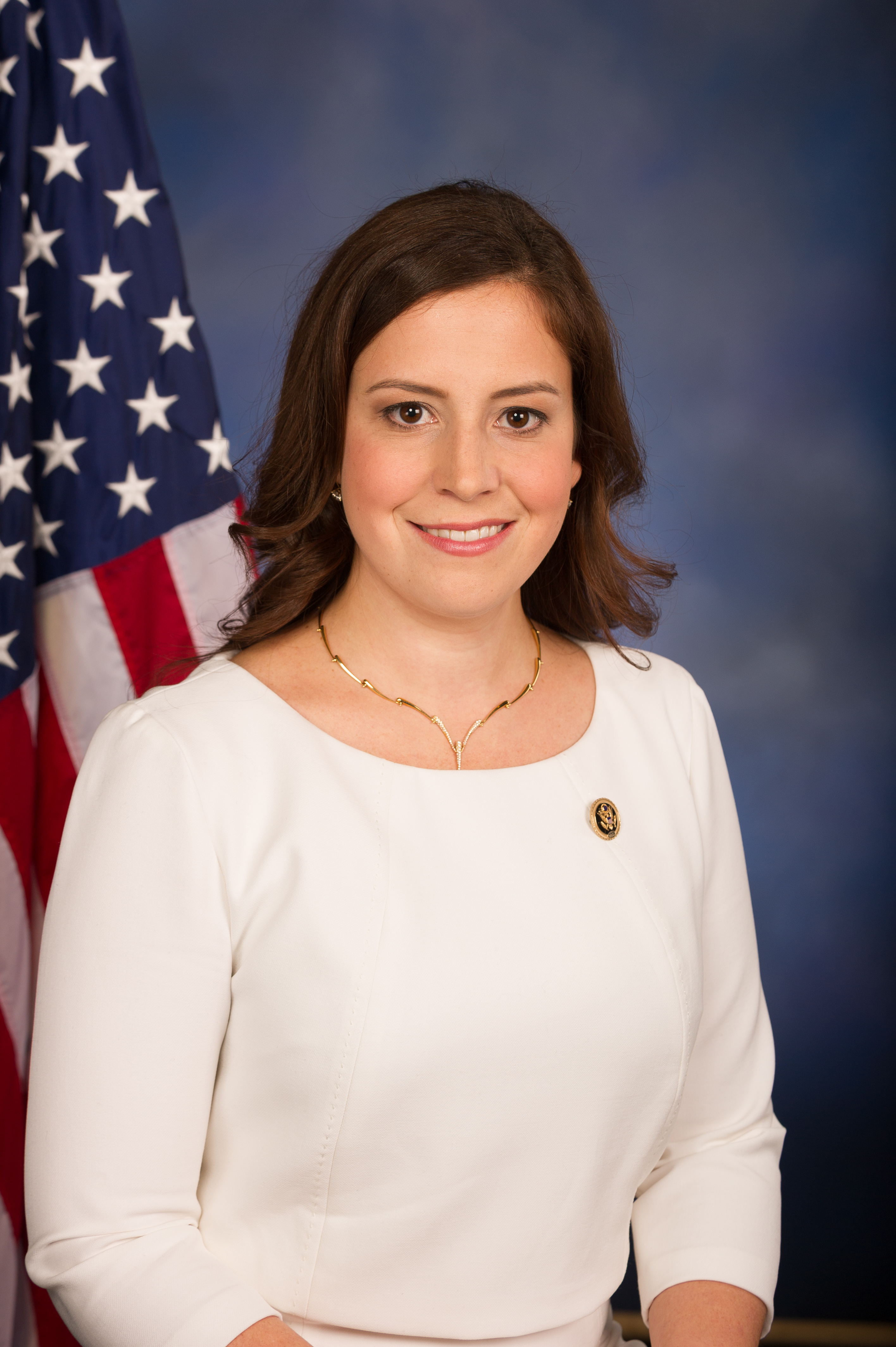
Retrato de Stefanik durante a 114ª sessão do Congresso.

### Eleições

#### 2014
Em agosto de 2013, Stefanik declarou a sua candidatura na eleição de 2014 para a Câmara dos Representantes dos Estados Unidos pelo 21º distrito eleitoral de Nova York. O distrito esteve nas mãos dos republicanos por 100 anos, antes que o democrata Bill Owens fosse eleito para representá-lo numa eleição especial de 2009. Em 2014, Owens optou por não buscar a reeleição.
Stefanik derrotou Matt Doheny nas eleições primárias republicanas de 2014, por 61 a 39 por cento. Ela enfrentou Aaron Woolf, o candidato do Partido Democrata, e Matt Funiciello, o candidato do Partido Verde, nas eleições gerais a 4 de novembro. Stefanik derrotou Woolf e Funiciello, ganhando 55,2% para 33,5% e 10,6%, respetivamente. Aos 30 anos, ela tornou-se a mulher mais jovem eleita para o Congresso.

#### 2016
Stefanik concorreu à reeleição em 2016. Apoiou Donald Trump para presidente depois que ele ganhou as primárias presidenciais do Partido Republicano em 2016.
Stefanik enfrentou o democrata Mike Derrick e o candidato do Partido Verde Matt Funiciello nas eleições gerais. Ela ganhou a reeleição com 66%, enquanto Derrick (D) recebeu 29% e Funiciello (V) recebeu 5% dos votos.

#### 2018
Em 2017, o ex-embaixador da ONU John Bolton endossou Stefanik para a reeleição, elogiando o seu trabalho no Comitê dos Serviços Armados da Câmara.
Na eleição geral, ela ganhou a reeleição com 56,1% dos votos, com Tedra Cobb (D) recebendo 42,4% e Lynn Kahn recebendo 1,5%.

#### 2020
Na eleição geral, revanche de 2018 com Tedra Cobb, ela venceu a reeleição com 58,83% dos votos, com Tedra Cobb (D) recebendo 41,17%.

## Vida pessoal
Stefanik mudou-se para o 21º Distrito Congressional imediatamente antes de iniciar a sua primeira campanha. Ela comprou uma casa em Willsboro, um subúrbio de Plattsburgh; os seus pais tinham uma casa de férias em Willsboro durante muitos anos. Em abril de 2014, ela possuía uma participação minoritária numa casa perto do Capitólio em Washington, DC, avaliada em 1,3 milhões de dólares.
Stefanik casou-se com Matthew Manda, que trabalha em marketing e comunicação, em Saratoga Springs, a 19 de agosto de 2017. Em dezembro de 2018, Stefanik e Manda mudaram-se para Schuylerville, um subúrbio no distrito da capital.